# Кодијак (острво)
Кодијак (енгл. Kodiak Island) је острво САД које припада савезној држави Аљаска. Острво Кодијак се налази на јужној обали Аљаске, од које га одваја Шелиховљев пролаз. То је највеће острво Кодијачког архипелага и друго по величини у САД, а у свету осамдесето. Површина острва износи 9293 km². Дугачко је 160 km, а широко од 16 до 96 km. Према попису из 2000. на острву је живело 13913 становника. Највеће од 6 насеља на острву је град Кодијак.
Острво је планинско и густо пошумљено на северу и истоку, док је јужни део скоро без дрвећа. Дом је кодијачког медведа, највећег медведа на свету, подврсте мрког медведа.
Најзначајнија привредна грана на острву је рибарство. Највише се лови пацифички лосос и краба.
Староседеоци на острву су Алутици. Руси су, под командом Григорија Шелихова, подигли прво насеље 1784. године у заливу Три свеца, код данашњег града Олд Харбор. САД су добиле острво 1867, приликом куповине Аљаске.